# Corrado Caracciolo
Corrado Caracciolo (Nápoles, 1360 - Bolonha, 15 de fevereiro de 1411) foi um cardeal do século XV.

## Primeiros anos
Nasceu em Nápoles em Ca. 1360. De uma família ilustre. Seu pai era Roberto Caraccioli. Parente do Cardeal Niccolò Caracciolo Moschino, OP (1378). Seu sobrenome também está listado como Carracciolo. Ele foi chamado de Cardeal de Mileto.
Reitor da igreja de S. Stefano, Aquileia. Subdiácono pontifício.
Eleito arcebispo de Nicósia em 25 de junho de 1395; ele foi fornecido em 29 de março de 1395; tomou posse em 25 de junho de 1395. Consagrado (nenhuma informação encontrada). Vice-camerlengo da Santa Igreja Romana, 30 de março de 1395. Abade comendador do mosteiro beneditino de Mosace, patriarcado de Aquileia, 22 de fevereiro de 1402. Transferido para a sé de Mileto, 2 de outubro de 1402. Camerlengo da Santa Igreja Romana de 1404 a 1406.
Criado cardeal sacerdote no consistório de 12 de junho de 1405 com o de S. Crisogono; manteve a administração de sua diocese até 1409 (1) . Participou do conclave de 1406 , que elegeu o Papa Gregório XII. Pouco depois, abandonou a obediência romana pela de Pisa. Participou do conclave de 1409 , que elegeu o antipapa Alexandre V. O antipapa nomeou-o legado a latere na Lombardia; deixou Pisa em 3 de setembro de 1409. Nomeado administrador da sé de Orvieto em 1409. Trabalhou pela união da igreja com os pseudocardeais criados pelo antipapa Bento XIII. Participou do conclave de 1410 , que elegeu o antipapa João XXIII. Nomeados locumtenens do camerlengo da Santa Igreja Romana, Enrico Minutoli, 30 de agosto de 1410, durante a ausência deste último.
Morreu em Bolonha em 15 de fevereiro de 1411. Enterrado na catedral de Bolonha